# Tabanus yarchus
Tabanus yarchus är en tvåvingeart som beskrevs av Philip 1980. Tabanus yarchus ingår i släktet Tabanus och familjen bromsar. Inga underarter finns listade i Catalogue of Life.